# الأصبهبذ

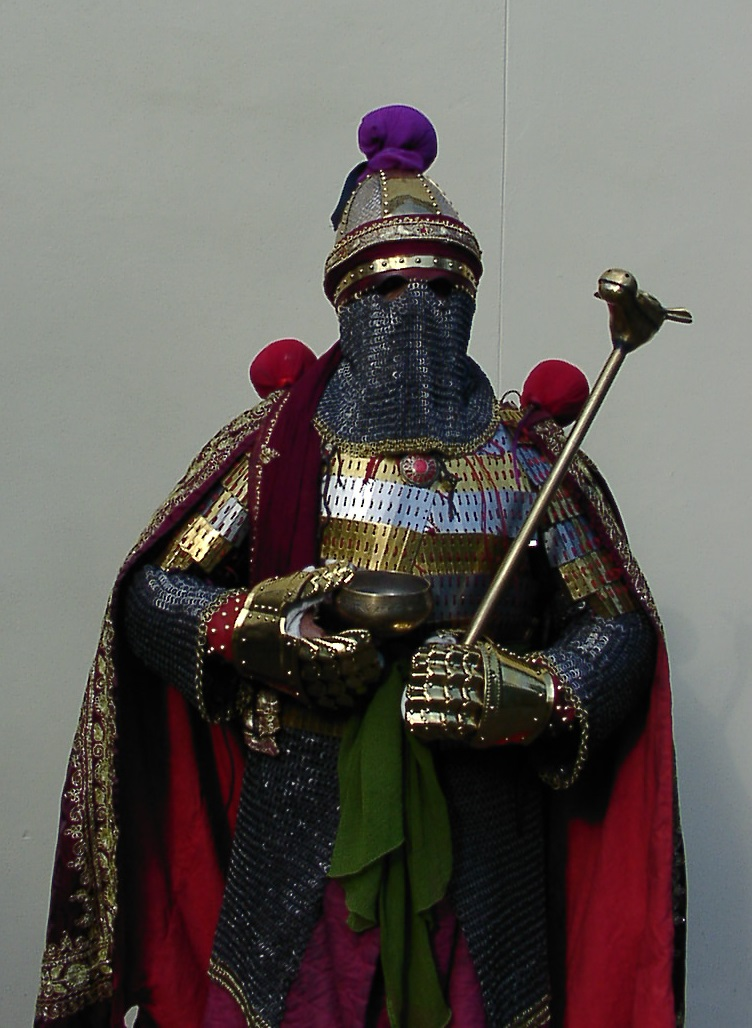
إعادة بناء حديثة لقائد عسكري في أواخر العصر الساساني

سباهبد (يُكتب أيضًا سباهبود أو سباهباد) هو لقب فارسي وسطي يعني "قائد الجيش" يُستخدم بشكل رئيسي في الإمبراطورية الساسانية. في الأصل كان هناك سباهبد واحد، يسمى سباهبد إيران الذي كان بمثابة القائد العام للجيش الساساني. منذ زمن كسرى الأول (حكم 531–579) فصاعدًا، تم تقسيم المنصب إلى أربعة، مع وجود سباهبد لكل من الاتجاهات الأساسية. بعد الفتح الإسلامي لبلاد فارس، تمكن سباهبد الشرق من الاحتفاظ بسلطته على منطقة طبرستان الجبلية التي يتعذر الوصول إليها على الشاطئ الجنوبي لبحر قزوين، حيث كان اللقب غالبًا في شكله الإسلامي "اصبهبذ"، ظل لقبًا ملكيًا حتى الغزوات المغولية في القرن الثالث عشر. اكتسب لقب معادل من أصل فارسي، أسفهسلار، شهرة كبيرة في جميع أنحاء العالم الإسلامي في الفترة بين القرنين العاشر والخامس عشر.
تم اعتماد العنوان أيضًا من قبل الأرمن (بالأرمنية: սպարապետ)‏ (سبارابت) والجورجيين (بالجورجية: სპასპეტი) (سباسبيتي)، وكذلك الخوتان (سباتا) والصغديين (سبأدبت) في آسيا الوسطى. وقد تم توثيقه أيضًا في المصادر اليونانية باسم أسباديبيس ( ἀσπαβέδης ).  تم إحياء اللقب في القرن العشرين من قبل أسرة بهلوي، بالشكل الفارسي الحديث سيباهبود (سپهبد)، أي ما يعادل رتبة ملازم أول فئة ثلاث نجوم، مرتبة أقل من رتبة أرتشبوت (فريق كامل).